# Petite Baïse
Pour les articles homonymes, voir Baïse (homonymie).
La Petite Baïse ou Baïse-Devant est un affluent droit de la Baïse en Gascogne dans le Sud-Ouest de la France et un sous-affluent de la Garonne.

## Géographie

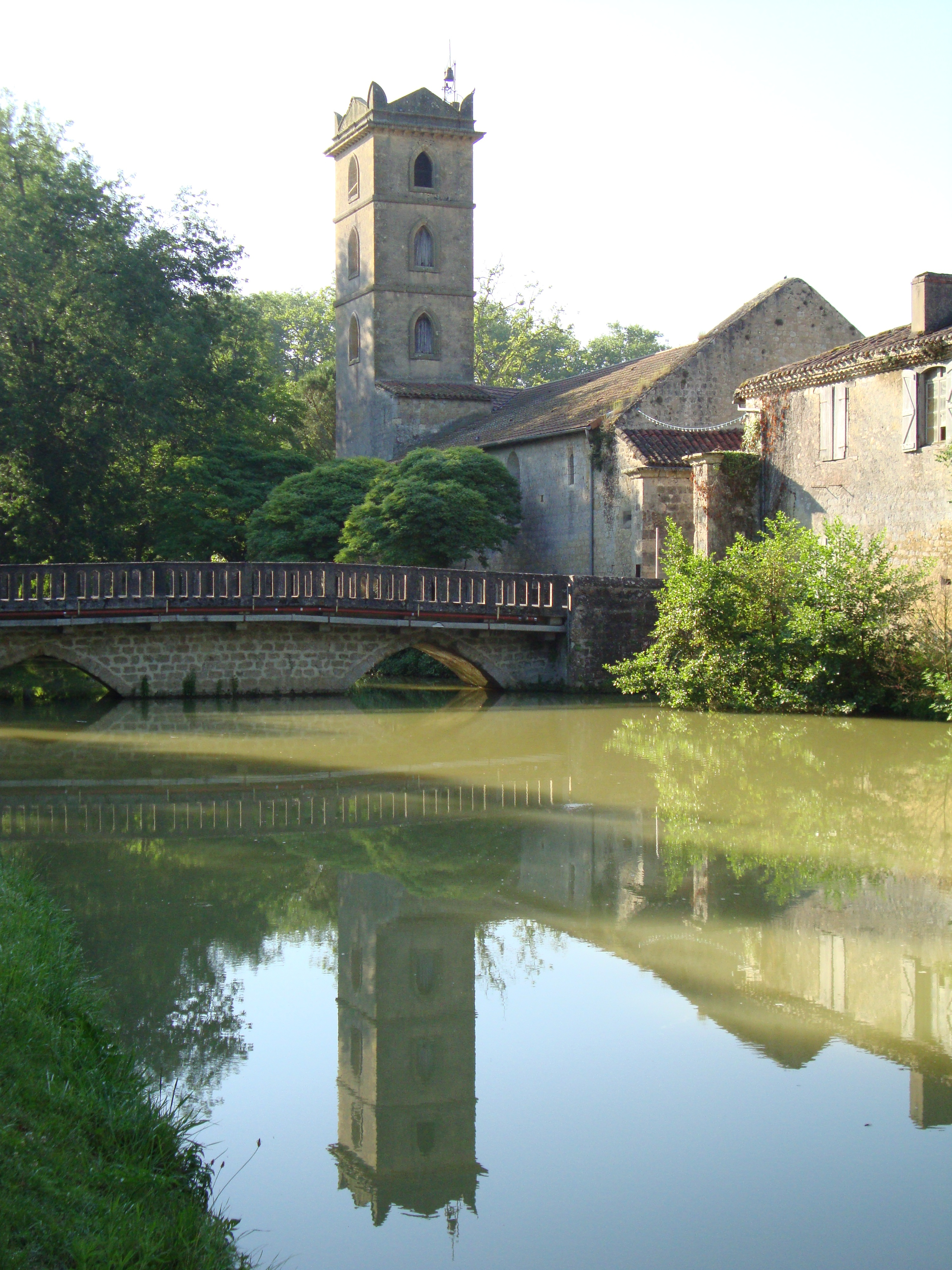
L'Isle-de-Noé, église et pont sur la Petite Baïse.

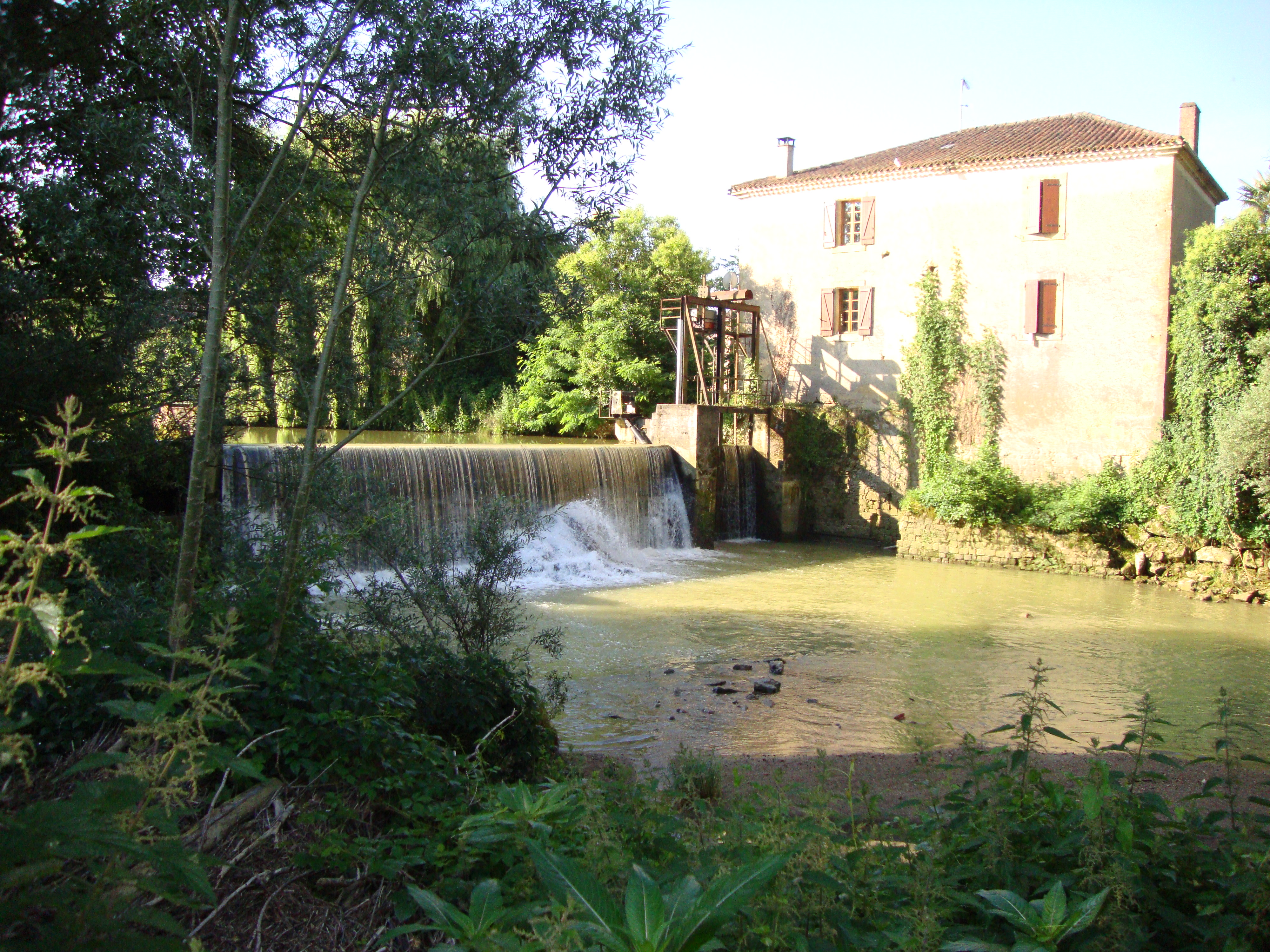
L'Isle-de-Noé, barrage et moulin sur la Petite Baïse.

De 74,8 km de longueur, la Petite Baïse prend sa source sur le plateau de Lannemezan dans les Hautes-Pyrénées sous le nom de Baïse Devant et  se jette dans la Baïse à L'Isle-de-Noé (Gers).

### Communes et départements traversés
- Hautes-Pyrénées : Lannemezan, Clarens, Campistrous, Galez, Recurt, Galan, Sabarros, Tournous-Devant, Vieuzos, Betpouy, Hachan, Puntous, Guizerix
- Gers : Ponsan-Soubiran, Saint-Ost, Aujan-Mournède, Viozan, Lagarde-Hachan, Sauviac, Saint-Élix-Theux, Moncassin, Belloc-Saint-Clamens, Saint-Médard, Idrac-Respaillès, Miramont-d'Astarac, Lamazère, L'Isle-de-Noé

## Principaux affluents
- la Baïse Darré : 10,4 km
- la Galavette : 12,8 km
- Ruisseau de Pesqué : 5,8 km
- la Sole : 19,5 km
- Ruisseau de Puységur : 4,4 km
- Ruisseau de Lassalle : 4,1 km